# ココ・ロシャ
ココ・ロシャ（Coco Rocha、本名：Mikhaila Rocha、1988年9月10日 - ）は、カナダ出身の女性ファッションモデル。アイルランド舞踊を特技とし、しばしば公に披露することから、踊る妖精との異称を持つ。ウィルヘルミーナ・モデルズ所属。

## 来歴

### 生い立ち
オンタリオ州トロントで生まれ、ブリティッシュコロンビア州リッチモンドで育つ。両親は共に空港関係の仕事をしており、父親はチケット・マネージャー、母親は接客乗務員。アイルランド人、ロシア人、ウェールズ人の血を引く。
モデルになる前はアイリッシュ・ダンサーとして活躍。

### キャリア
2006年の秋冬コレクションにてデビュー。2007年のKENZOコレクションのフィナーレでダンスを披露。主な広告では、イヴ・サンローランやD＆Gなどがある。シャネルやプラダ、ルイ・ヴィトンといったビッグメゾンのランウェイに登場し、着実に存在感を増している。主なコレクションは、クリスチャン・ディオール、ナルシソ ロドリゲス、フェンディ、マイケル・コース、マックスマーラ、ミッソーニ、プロエンザ スクーラー、アナ スイ、ヴェルサーチ、ザック・ポーゼン、ドルチェ & ガッバーナ、D & G、DKNY、エミリオ・プッチ、グッチ、ダナ キャラン、プラダ、マーク ジェイコブスなどがある。

## 私生活
ファッションモデルのベハティ・プリンスルーと仲が良い。2010年にイギリス出身でニューヨーク在住のインテリアデザイナー、ジェームズ・コンランと結婚。2015年3月に女児を出産。